# Love Nwantiti
Love Nwantiti è un singolo del cantante nigeriano CKay, pubblicato il 24 settembre 2021 come primo estratto dal secondo EP CKay the First.

## Descrizione
Il brano riprende la melodia di Just the Two of Us di Grover Washington Jr. e Bill Withers del 1982. Sebbene pubblicato nel 2019 come parte del secondo EP dell'artista, ha iniziato a ricevere notorietà soltanto nel 2021 dopo che una serie di remix sono divenuti popolari sulle piattaforme Shazam e TikTok. È stato utilizzato anche durante il Met Gala 2021.
Il 14 febbraio 2020 ne viene pubblicata una versione remix, che vede la partecipazione dei cantanti nigeriani Joeboy e Kuami Eugene. Il video musicale relativo, diretto dalla Naya Visuals, è stato reso pubblico in simultanea con l'uscita del singolo.

## Tracce
Download digitale – 1º remix
1. Love Nwantiti (Ah Ah Ah) (feat. Joeboy & Kuami Eugene) (Remix) – 3:08

Download digitale – French Remix
1. Love Nwantiti (feat. Franglish) (French Remix) – 2:15

Download digitale – North African Remix
1. Love Nwantiti (feat. ElGrandeToto) (North African Remix) – 2:15

Download digitale – 2º remix
1. Love Nwantiti (feat. Axel & DJ Yo!) (Remix) – 3:08

Download digitale – Acoustic
1. Love Nwantiti (Acoustic) – 3:04

Download digitale – German Remix
1. Love Nwantiti (feat. Pronto & Eunique) (German Remix) – 3:06

## Successo commerciale
Negli Stati Uniti il brano ha registrato 27,8 milioni di stream e 1 200 download digitali entro il 16 settembre 2021, facendo così il proprio debutto nella Global 200 di Billboard alla 30ª posizione. Nei sette giorni consecutivi ha aumentato le riproduzioni streaming del 82% e le copie digitali del 121%, raggiungendo la top ten della classifica ed entrando inoltre nella Billboard Hot 100 all'80º posto.
In Francia il singolo ha raggiunto il primo posto della classifica dei singoli redatta dalla SNEP con oltre 4,2 milioni di riproduzioni in streaming. Stesso risultato eguagliato anche nelle hit parade di India, Norvegia, Paesi Bassi e Svizzera.
Nel Regno Unito Love Nwantiti è entrato nella Official Singles Chart alla 23ª posizione con 15 552 unità di vendita. Nella sua seconda settimana ha varcato la top ten, posizionandosi 9º grazie a 27 111 unità. Ha infine trovato la sua posizione massima nella quarta settimana al 3º posto con 36 088 unità.

## Classifiche

### Classifiche settimanali
| Classifica (2021-22)  | Posizione massima |
| --------------------- | ----------------- |
| Argentina             | 58                |
| Australia             | 8                 |
| Austria               | 4                 |
| Belgio (Fiandre)      | 8                 |
| Belgio (Vallonia)     | 10                |
| Canada                | 5                 |
| Colombia              | 19                |
| Costa Rica            | 8                 |
| Danimarca             | 6                 |
| Francia               | 1                 |
| Germania              | 6                 |
| Grecia                | 4                 |
| India                 | 1                 |
| Irlanda               | 5                 |
| Islanda               | 11                |
| Italia                | 20                |
| Libano                | 12                |
| Lituania              | 12                |
| Lussemburgo           | 5                 |
| Norvegia              | 1                 |
| Nuova Zelanda         | 2                 |
| Paesi Bassi           | 1                 |
| Perù                  | 13                |
| Portogallo            | 1                 |
| Regno Unito           | 3                 |
| Repubblica Ceca       | 9                 |
| Repubblica Dominicana | 50                |
| Singapore             | 5                 |
| Slovacchia            | 6                 |
| Spagna                | 46                |
| Stati Uniti           | 26                |
| Sudafrica             | 2                 |
| Svezia                | 4                 |
| Svizzera              | 1                 |
| Ungheria              | 7                 |

### Classifiche di fine anno
| Classifica (2021) | Posizione |
| ----------------- | --------- |
| Austria           | 43        |
| Belgio (Fiandre)  | 86        |
| Belgio (Vallonia) | 71        |
| Canada            | 88        |
| Danimarca         | 64        |
| Francia           | 11        |
| Germania          | 59        |
| India             | 4         |
| Norvegia          | 38        |
| Paesi Bassi       | 10        |
| Portogallo        | 11        |
| Regno Unito       | 58        |
| Svezia            | 65        |
| Svizzera          | 21        |
| Ungheria          | 48        |
| Classifica (2022) | Posizione |
| Belgio (Fiandre)  | 169       |
| Belgio (Vallonia) | 101       |
| Canada            | 35        |
| Francia           | 24        |
| Germania          | 89        |
| India             | 5         |
| Paesi Bassi       | 29        |
| Regno Unito       | 78        |
| Stati Uniti       | 55        |
| Svezia            | 98        |
| Svizzera          | 17        |
| Classifica (2023) | Posizione |
| Francia           | 153       |
| Portogallo        | 173       |

## Date di pubblicazione
| Paese                 | Data              | Formato                      | Versione            | Nota   |
| --------------------- | ----------------- | ---------------------------- | ------------------- | ------ |
| Mondo                 | 14 febbraio 2020  | Download digitale, streaming | 1º remix            | [ 91 ] |
| Mondo                 | 21 agosto 2020    | Download digitale, streaming | French Remix        | [ 92 ] |
| Mondo                 | 21 agosto 2020    | Download digitale, streaming | North African Remix | [ 93 ] |
| Mondo                 | 9 settembre 2021  | Download digitale, streaming | 2º remix            | [ 94 ] |
| Regno Unito           | 24 settembre 2021 | Urban contemporary           | Originale           | [ 17 ] |
| Svezia                | 24 settembre 2021 | Contemporary hit radio       | Originale           | [ 95 ] |
| Italia                | 1º ottobre 2021   | Contemporary hit radio       | Originale           | [ 96 ] |
| Mondo                 | 8 ottobre 2021    | Download digitale, streaming | Acoustic            | [ 97 ] |
| Mondo                 | 15 ottobre 2021   | Download digitale, streaming | German Remix        | [ 98 ] |
| Stati Uniti d'America | 26 ottobre 2021   | Contemporary hit radio       | Originale           | [ 99 ] |